# Tony Gonsolin
Anthony D. "Tony" Gonsolin, född den 14 maj 1994 i Vacaville i Kalifornien, är en amerikansk professionell basebollspelare som spelar för Los Angeles Dodgers i Major League Baseball (MLB). Gonsolin är högerhänt pitcher.
Gonsolin draftades av Dodgers 2016 som 281:a spelare totalt och debuterade i MLB den 26 juni 2019. Han var med och vann World Series med Dodgers 2020. Två år senare togs han ut till MLB:s all star-match för första gången efter en fantastisk första halva av säsongen där han var 11–0 (elva vinster och inga förluster) med en earned run average (ERA) på bara 1,62, bäst i MLB.